# Purwokerto Lor
Purwokerto Lor is een bestuurslaag in het regentschap Banyumas van de provincie Midden-Java, Indonesië. Purwokerto Lor telt 12.099 inwoners (volkstelling 2010).